# Vasílis Boúzas
Vasílis Boúzas (grec moderne : Βασίλης Μπούζας) est un footballeur grec né le 30 juin 1993 à Athènes. Il évolue au poste de milieu de terrain à Paniónios.

## Carrière
- 2011-201. : Paniónios ( Grèce)

## Palmarès
- Finaliste du Championnat d'Europe de football des moins de 19 ans en 2012